# Inglewood (California)
Inglewood è una città situata nella parte sud-ovest della contea di Los Angeles, nello Stato della California, Stati Uniti, a sud-ovest del centro della città di Los Angeles.

## Storia
La città è stata costituita il 14 febbraio 1908. Al censimento del 2000, aveva una popolazione di 112 580 abitanti, scesi a 107 762 secondo i dati del 2020.

### The Forum
Inglewood ospita il Forum, un impianto sportivo inaugurato nel 1967 noto soprattutto per aver ospitato per oltre trent'anni le partite dei Los Angeles Lakers e, insieme al Madison Square Garden di New York, uno degli impianti sportivi coperti più conosciuti degli Stati Uniti d'America.
L'impianto è stato sede dei tornei di pallacanestro, sia maschile sia femminile dei Giochi Olimpici estivi 1984.
Oltre ad eventi sportivi, ha ospitato numerosi concerti di musica leggera. Dopo che nel 1999 i Lakers hanno abbandonato l'impianto preferendo lo Staples Center, nel 2000, il Forum fu acquistato dalla Faithful Central Bible Church, una congregazione che vi officiò regolarmente le sue funzioni religiose ogni giorno festivo. Nel 2010 fu rilevato dalla Madison Square Garden Company con l'intenzione di trasformare l'impianto in una sede dedicata ai concerti.

### NFL
A Hollywood Park è presente il nuovo e moderno stadio dei Los Angeles Rams e Los Angeles Chargers, che militano nella National Football League.
L'impianto denominato SoFi Stadium venne inaugurato nel mese di settembre del 2020.

## Amministrazione

### Gemellaggi
Inglewood è gemellata con:
- Bo, Sierra Leone[2]
- Pedavena, Italia[3]
- Port Antonio, Giamaica[3]
- Tijuana, Messico[4]